# کوه داجیان
کوه داجیان (به لاتین: Dajian Mountain) یک کوه در تایوان است که در Heping واقع شده‌است. کوه داجیان ۳٬۵۹۴ متر بالاتر از سطح دریا واقع شده‌است.